# Сагабуйен (городище)
Сагабуйен (каз. Сағабүйен),  Средневековое городище Сагабуйен — городище на окраине  одноименного села в Аксуском районе Жетысуской области Казахстана. 
является одним из старейших городищ — аванпостов Великого Шелкового Пути. Относилось к северному участку Великого Шелкового Пути, который проходил от гор Кызылагаш вдоль отрогов Жетысуйского Алатау, от переправы на реке Или, проходя мимо озера Алаколь до Джунгарских ворот.
Руины городища расположены на левом берегу реки Буйен (Биен). 

## История памятника
Городище Сагабуйен датируется XII—XIII век н. э. Городище возникло в карханидскую эпоху. Городище было открыто молодым чиновником А. Н. Тепловым в 1888 году, который был отправлен на поиски буддийского монастыря в район реки Каратал. Он первым произвел замеры городища и зафиксировал данные о своей находке. Первые и единственные раскопки были произведены археологом и исследователем Н. Н. Пантусовым, который посетил городище следом за Тепловым. Им были раскопаны несколько курганов к западу от памятника, обнаружены петроглифы в ущельях гор Кызылагаш и собрана информация об историческом памятнике. В 1997 году была отправлена археологическая экспедиция от Института Археологии имени Маргулана для проведения до исследовательских работ, но, к сожалению, раскопки на данном участке не были проведены.

## Описание памятника
Основной частью городища является возвышенный участок практически квадратной формы с размером 260 х 280 метров. Участок окружен валами стен с башнями по периметру, высота которых достигает 2 метра. Во внутренней территории городища хорошо заметны дома и хозяйства, улицы и переулки, несмотря на следы разрушения и оплывшие строения. На поверхности городища встречаются остатки керамики, глиняной посуды, обломки столовой поливной посуды. К Западу от городища находится больше количество холмов, расположенных близко друг к другу, что может свидетельствовать, что здесь находилось кладбище средневекового города.

## Статус
Памятник находится под охраной государства и включен в Государственный список памятников истории и культуры местного значения Алматинской области от 2010 года. Физическая охрана памятника на месте отсутствует.